# Psychotria parvibractea
Psychotria parvibractea är en måreväxtart som beskrevs av Julian Alfred Steyermark. Psychotria parvibractea ingår i släktet Psychotria och familjen måreväxter. Inga underarter finns listade i Catalogue of Life.